# 7e division légère mécanique
Pour les articles homonymes, voir 7e division.
La 7e division légère mécanique (7e DLM), est une unité française de cavalerie motorisée. Créée le 5 juin 1940 par transformation de la 4e division légère de cavalerie, elle combat jusqu'à la fin des combats de la Bataille de France, le 25 juin 1940.

## Historique

### Création
Créée le 5 juin 1940 par transformation de la 4e division légère de cavalerie (DLC) très éprouvée après la percée allemande dans les Ardennes, elle est rassemblée à Montlhéry comme division légère mécanique de type « allégé », c'est-à-dire très réduit. Les matériels sont pour certains très anciens et pour d'autres neufs, tout juste sortis d'usine. 

### Organisation

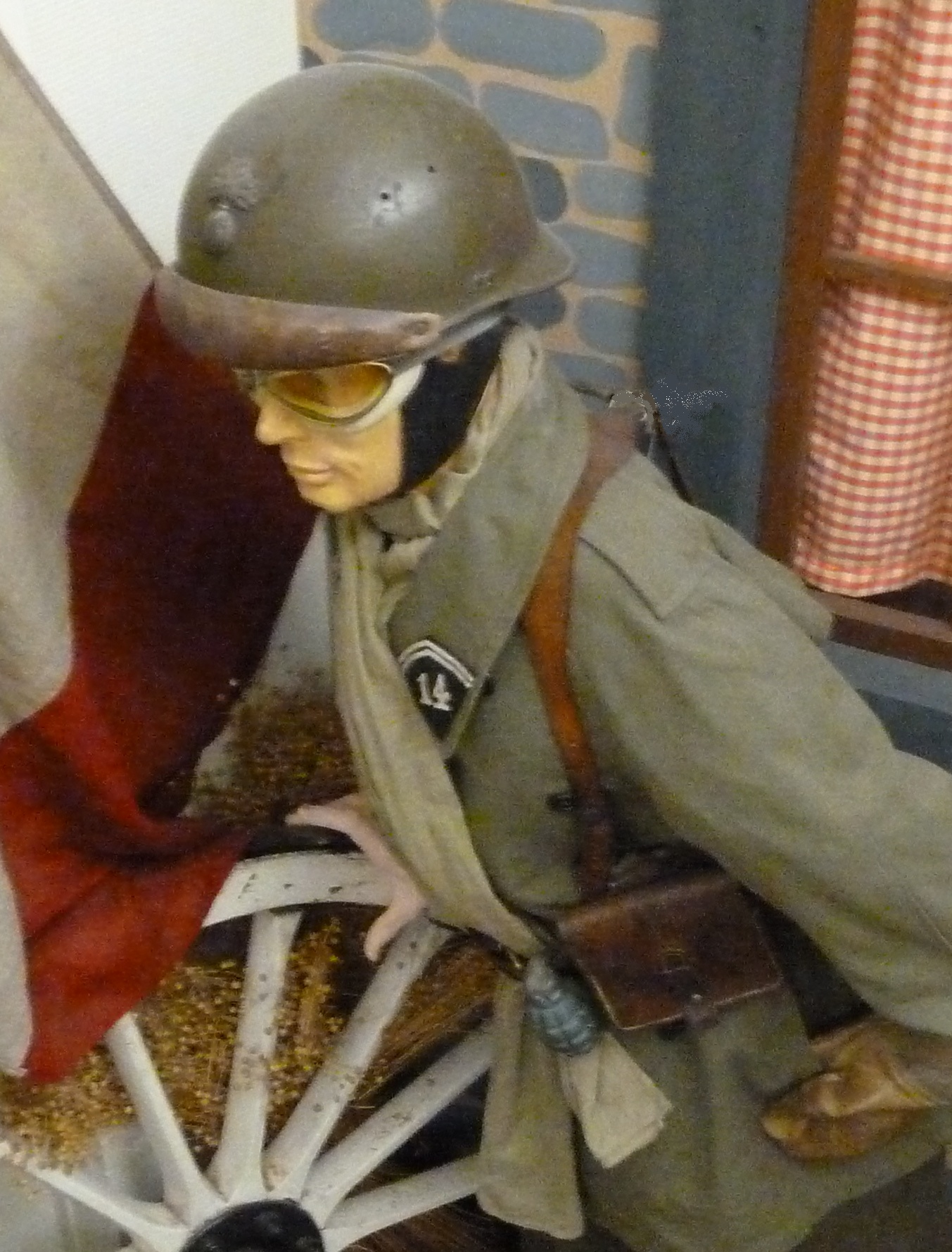
Uniforme du 14e régiment de dragons portés pendant la campagne de 1940.

Pendant toute la campagne, la division est sous les ordres du général Marteau, commandant de la 4e DLC depuis le 15 mai 1940.
- 14e brigade légère mécanique[2] :
  - 4e régiment d'automitrailleuses (4e RAM) : deux escadrons mixtes AMD/motos (dix AMD 35 Panhard) et deux escadrons mixtes AMR/motos (dix AMR 33 et AMR 35, plus quatre en réserve[3]) ;
  - 8e régiment de dragons : deux escadrons de chars H35 (22 chars) et deux de chars H39 (20 chars) ;
  - 3e escadron divisionnaire anti-char (12 canons antichars de 25).
- 4e brigade de cavalerie motorisée[2],[3] :
  - 14e régiment de dragons portés : un escadron mixte AMD/motos (sept AMD Laffly 50), trois escadrons de fusiliers voltigeurs et un escadron de mitrailleuses et d'engins[1] ;
  - 31e régiment de dragons portés : même organisation ;
  - Escadron de réparation divisionnaire.
- 77e régiment d'artillerie tractée tout-terrain (77e RATTT) : 12 canons de 75, 12 canons de 105, cinq Laffly W15 TCC et trois canons anti-avions de 25[2] ;
- Unités de services : génie, transmissions, train, intendance et santé[2].

### Combats
La division combat jusqu'à la fin des combats le 25 juin sans être disloquée. Elle est rattachée au corps d'armée colonial le 7 juin, rejoignant la région de Rethel dans l'Aisne. Le 9 juin, elle rejoint La Neuville-en-Tourne-à-Fuy et combat le lendemain la 1. Panzerdivision entre les rivières Retourne et Suippe, d'Alincourt à Heutrégiville.
À 23 h le 10 juin, elle est mise à disposition du 8e corps d'armée (8e CA). Au matin du 11, elle part, sur ordre du général Huntziger du groupe d’armées n° 4, vers Thibie dans la zone de Châlons-sur-Marne où le flanc gauche de la 4e armée est en passe d'être enfoncé par les Allemands. Elle laisse un détachement de quelques escadrons en soutien de la 14e division d'infanterie (DI) du 8e CA. Le détachement, formé d'élements des 14e et 8e dragons et du 4e RAM, est commandé par le lieutenant-colonel Grévy. Il combat sur la Suippe toute la journée du 11 avec le 152e régiment d'infanterie. Le 31e dragons, qui a rejoint Thibie, part renforcer la 82e DI à Damery, soutenu par le 77e RATTT. Le 12 juin, le détachement Grévy continue de protéger la 14e DI et repasse la Marne à Vitry-le-François pour éviter l'encerclement.
Un nouveau détachement est formé le 13 à partir des éléments disponibles du 14e dragons portés, du 8e dragons et du 4e RAM. Tenant la ligne Ablois, Le-Baizil, Mareuil-en-Brie et Montmort, il couvre le flanc ouest de la retraite de la 82e DI. Le 77e RATTT soutient ce repli par un tir de barrage sur les Allemands faisant face à la division. 
Le 13 après-midi, la 7e DLM est mise à disposition du 23e CA et part pour la région de Sézanne-Connantre. Le détachement Grévy rejoint le 14 au matin et la division, isolée, se replie au sud de l'Aube avant de recevoir l'ordre de rejoindre les environs de Villy-le-Bois, au sud de la Seine. Contournée par les Allemands, la division se replie en combattant le 15 juin, allant vers le sud en direction de Montbard. Le repli continue le 16, la division traversant le Morvan en direction de la Loire, tout en contre-attaquant localement la 3. Panzerdivision pour gagner du temps. 

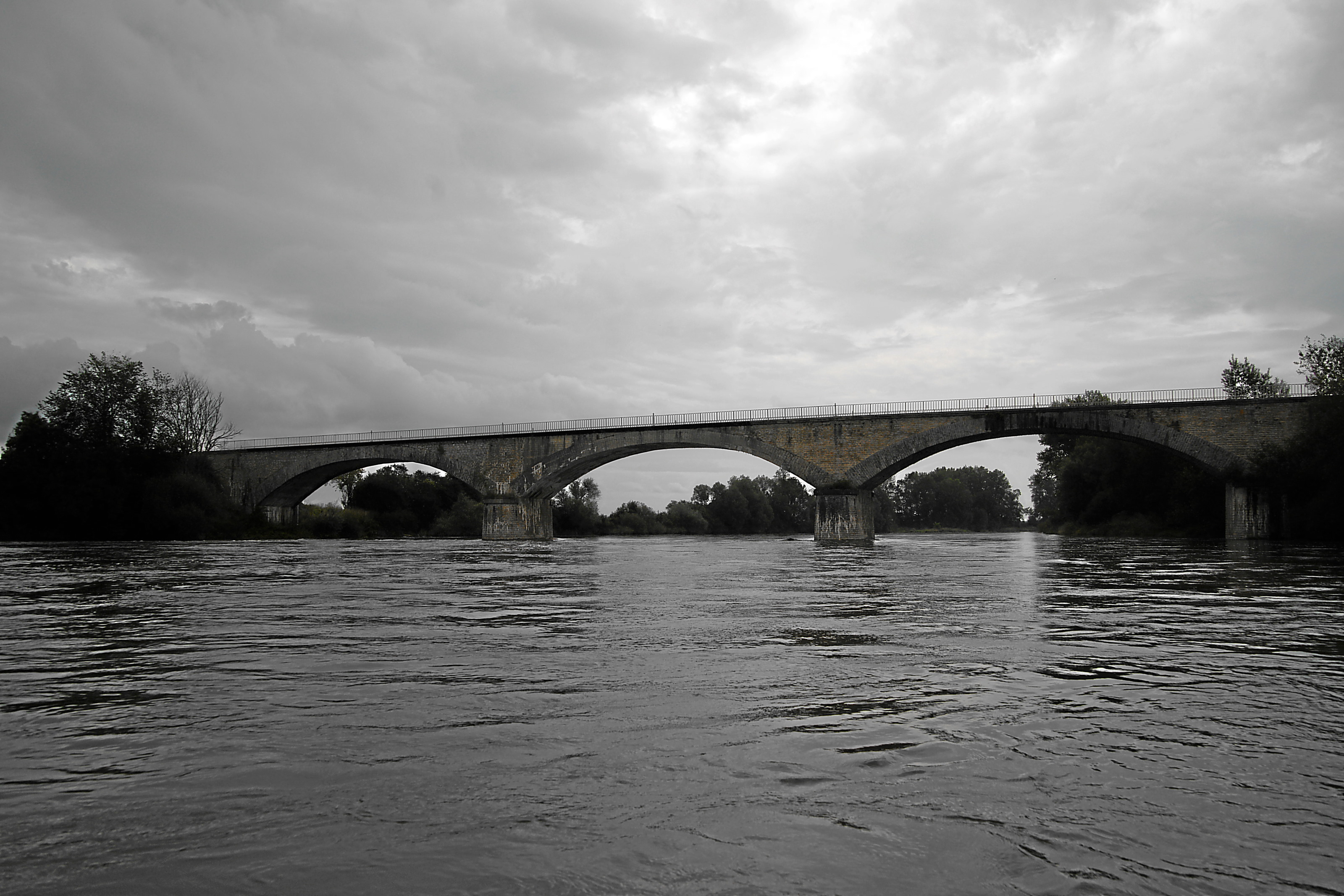
Le pont de Gannay par lequel la 7e DLM passe la Loire le 16 juin.

En fin d'après-midi, la division passe la Loire puis se met en position pour défendre le pont de Gannay, en lien avec les unités françaises voisines. Le 17 à midi, la division apprend que les Allemands ont passé la Loire à Nevers et décroche vers l'Allier. La division prend contact avec l'état-major de la 4e armée à Lapalisse. Le soir, la 7e DLM part tenir l'Allier dans la zone de Moulins pour couvrir le repli de la 14e DI puis reçoit l'ordre le 18 juin de tenir l'Allier à Aigueperse pour garder l'itinéraire de repli vers Clermont-Ferrand. Le 19, la division contient les blindés allemands à Aigueperse et Jozerand. Au soir, elle est placée sous les ordres du général de Lattre de Tassigny, commandant également la 14e DI, qui ordonne à la 7e DLM d'aller installer un bouchon retardateur à Veyre. Elle remplit sa mission le lendemain puis se replie vers Lempdes.
Les Allemands n'attaquant plus dans cette région, c'est là qu'elle se trouve à l'arrêt des combats le 25 juin 1940. À l'exception du 77e RATTT, les unités de la division sont squelettiques : les 14e et 31e régiments de dragons portés n'ont plus que deux petits escadrons, le 4e RAM ne compte plus qu'une seule automitrailleuse et le 8e dragons ne regroupe que quelques motocyclistes.